# Palacio de las Marismillas

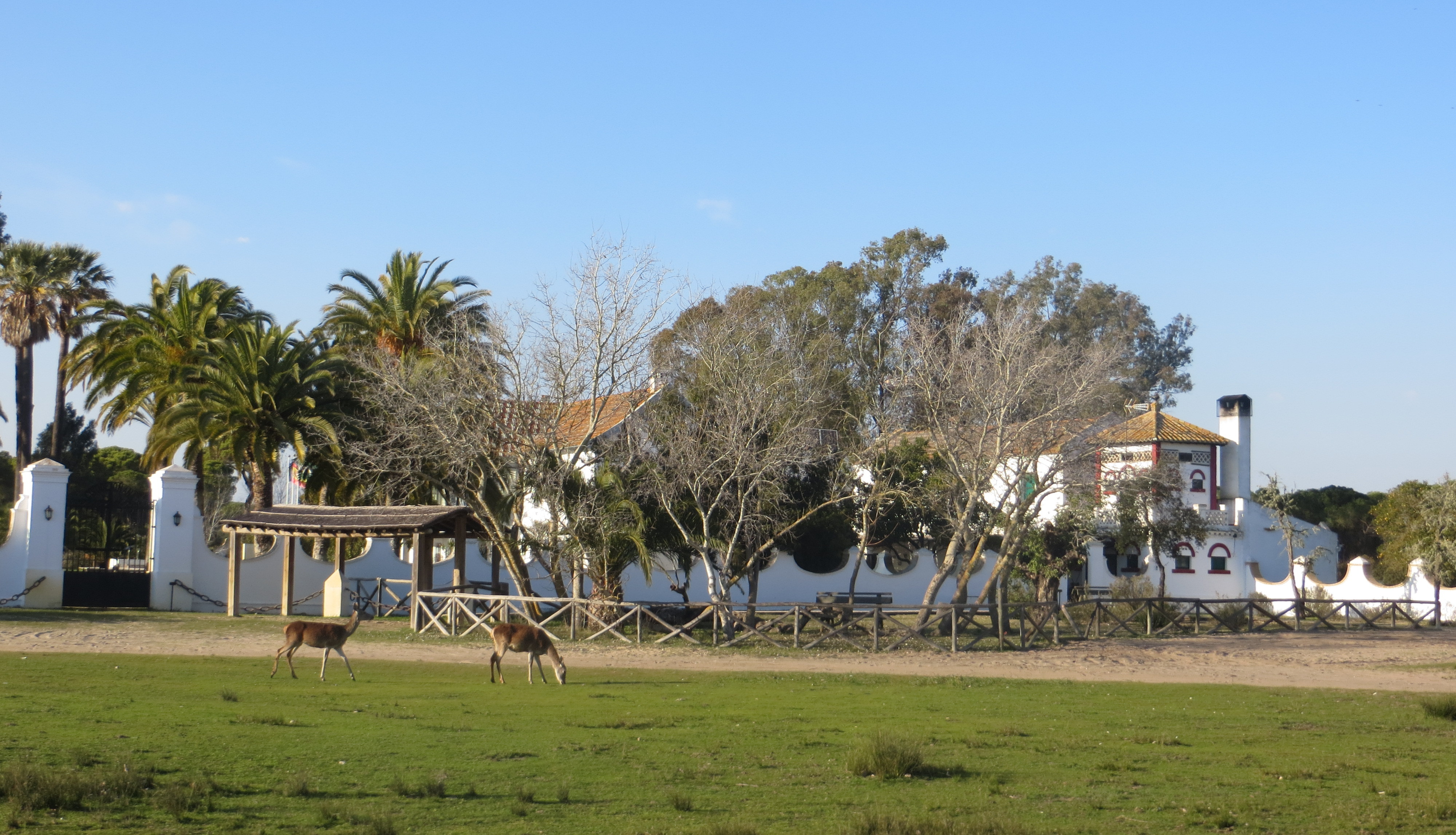
Exteriores del Palacio de las Marismillas

El Palacio de las Marismillas se encuentra situado en la finca con ese mismo nombre, en el extremo sur del Parque de Doñana, en el municipio de Almonte (Huelva), cerca del río Guadalquivir. La casa-palacio pasó a ser parte del Patrimonio del Estado a partir de los primeros años 1990 y se utilizó para uso protocolario a partir del año 1992. Es la única residencia presidencial de Andalucía.

## Historia
El disfrute del Coto de Doña Ana se remonta al reinado de Alfonso XI de Castilla, cuando convirtió estas tierras, propiedad de los duques de Medina Sidonia, en uno de sus cazaderos preferidos.
No fue hasta el año 1900 cuando el Coto se dividió y la finca de Doñana pasó a ser propiedad del bodeguero jerezano Guillermo Garvey, quien comenzó la construcción del palacio. Esta edificación, sin embargo, no se terminó hasta que la finca estuvo en poder del entonces duque de Tarifa cuando éste contrajo matrimonio con María de los Ángeles Medina y Garvey. Desde 1912 a 1933 el duque, ingeniero de Montes, explotó el terreno como finca de cultivo y lugar de caza, ordenando la plantación de gran número de árboles y terminando la construcción del edificio y ampliando la finca mediante la compra de terrenos adyacentes.
Esta finca fue utilizada para la caza por Francisco Franco en 1944 y por el entonces príncipe de España Juan Carlos de Borbón en 1953.
La finca fue heredada a mediados del siglo pasado por los marqueses de Borghetto y luego por sus hijos, la familia Morenés, a quienes el Estado se la expropió tras un proceso contencioso judicial que se alargó hasta diciembre de 1998.
En 1992, el palacio fue declarado de 'uso protocolario' permitiendo así su uso como residencia temporal a dirigentes extranjeros.
El palacio de las Marismillas ha sido utilizado por los respectivos presidentes del gobierno español José María Aznar, José Luis Rodríguez Zapatero, Mariano Rajoy y Pedro Sánchez como residencia vacacional. También ha sido residencia temporal de invitados políticos extranjeros como Tony Blair, Angela Merkel y el rey Balduino de Bélgica con su esposa Fabiola así como de otros personajes políticos y de representantes de las casas reales europeas.